# Vejsennep (Sisymbrium)
Vejsennep (Sisymbrium) er en slægt af planter, der består af omkring 80 arter, hvoraf 4 arter findes vildtvoksende i Danmark. Også slægten Descurainia kaldes på dansk for vejsennep.

## Arter
De fire danske arter i slægten:
- Rank vejsennep (Sisymbrium officinale)
- Stivhåret vejsennep (Sisymbrium loeselii)
- Ungarsk vejsennep (Sisymbrium altissimum)
- Volgavejsennep (Sisymbrium volgense)